# Szewce (powiat kielecki)
Szewce – wieś w Polsce położona w województwie świętokrzyskim, w powiecie kieleckim, w gminie Nowiny.
| SIMC    | Nazwa  | Rodzaj    |
| ------- | ------ | --------- |
| 0234502 | Zawada | część wsi |

Miejscowość jest położona w Górach Świętokrzyskich, pomiędzy pasmami Zgórskim i Bolechowickim. Jest terenem osadnictwa jednorodzinnego. Istnieją tu dobre warunki do rozwoju agroturystyki oraz branży hotelarskiej. Dojazd z Kielc zapewniają autobusy komunikacji miejskiej MPK Kielce linii nr 19 (czas dojazdu 25 minut).
W latach 1975–1998 miejscowość należała administracyjnie do województwa kieleckiego.
Przez wieś przechodzi  niebieski szlak turystyczny z Chęcin do Łagowa. W okolicy miejscowości kamieniołom na górze Ołowianka - wydobycie kamienia już od XVI wieku.